# Boda real entre Jigme Khesar Namgyel Wangchuck y Jetsun Pema
La boda real entre el Rey Jigme Khesar Namgyel Wangchuck y Jetsun Pema se celebró el 13 de octubre de 2011 en el dzong Punakha en Punakha, Bután.
El Druk Gyalpo ("Rey Dragón"), Jigme Khesar Namgyel Wangchuck y Jetsun Pema estaban comprometidos desde que él tenía 17 años y ella 7. Ambos son descendientes del 48.º Druk Desi de Bután y del 10º Penlop de Trongsa, Jigme Namgyal. 

## Compromiso
Jigme Khesar Namgyel Wangchuck anunció su compromiso con Jetsun Pema, de 20 años, en el Parlamento de Bután el 20 de mayo de 2011

## Ceremonia
Antes de la ceremonia, los prometidos recibieron las bendiciones del machhen (reliquia sagrada) de Shabdrung Ngawang Namgyal. 
El ritual budista comenzó alrededor de las 8:20 de la mañana, la hora establecida por los astrólogos reales; el Rey, vestido con la faja amarilla real, entró en el patio del monasterio del siglo XVII en la antigua capital de Punakha y subió la alta escalera interior. Unos minutos más tarde, su novia de 21 años llegó al final de una procesión de monjes vestidos de rojo y abanderados a través de una pasarela de madera sobre el río azul al lado de la edificación. La ceremonia se llevó a cabo en dos lugares, uno fue presidido por Je Khenpo para la oración de Shabdrung Dag Nangma, al otro asistieron Dorji Lopon y 100 monjes que recitaron las oraciones Tshepa Mey.

Corona de cuervo.

Posteriormente, el Rey recibió el Dar Na Nga, cinco pañuelos, así como la Corona de Cuervo de la Dinastía Wangchuck. Luego recibió un Dar Na Nga para su novia, a quien se lo otorgó, junto con la Corona de Fénix de la Druk Gyaltsuen.

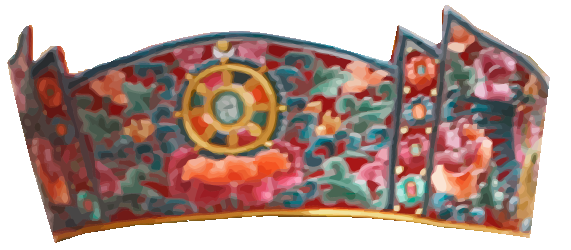
Corona de Fénix.

A esto le siguió la proclamación formal de Jetsun Pema Wangchuck como la Reina de Bután, con el título Ashi.
Tras la proclamación, se llevó a cabo la ceremonia de Tashi Ngasoel en el Grand Kuenra, nuevamente presidida por Je Khenpo. Durante la misma, Je Khenpo recitó las oraciones de Ngoedrup Langwa. Luego, representantes de la autoridad civil y religiosa entregaron obsequios simbólicos a los Reyes. Al finalizar la ceremonia, una presentación tradicional de felicitaciones (Dzongkha: tashi lekdar ) fue seguida por una celebración pública en Punakha.

### Lugar de eventos

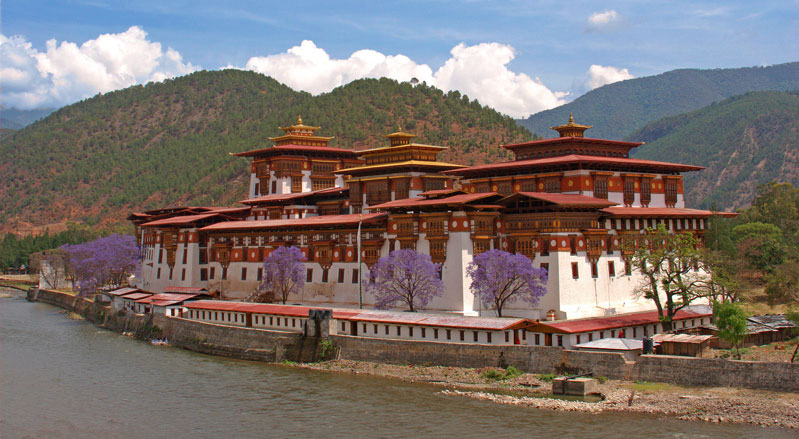
El dzong Punakha en Punakha, tuvo lugar la ceremonia de la boda.

La ceremonia principal tuvo lugar en el dzong Punakha, que significa Palacio de la Felicidad, la segunda estructura jong más grande de Bután. Esta edificación ha servido como fortaleza y monasterio budista. El edificio, al que se puede acceder por una pasarela, sufrió numerosas renovaciones para la albergar la ceremonia. Además, sus jardines fueron replantados. Esta fortaleza es la residencia de invierno del Je Khempo (la residencia de verano es el dzong Tashichoe en Timbu).

### Traje de boda
En la boda se utilizó la vestimenta tradicional butanesa. La novia, Jetsun Pema, había encargado varios kiras elaborados, el traje típico de las mujeres butanesas, entre los tejedores más destacados del país. La elección de la novia fue una kira tejida con seda cruda. Llevó un tego amarillo claro y una kira de color rojo, amarillo, verde y blanco, junto con aretes rojos a juego con su wonju rojo, los colores también son simbólicos de la astrología.
El rey vistió un gho de seda amarillo, el mismo traje que su padre y su abuelo utilizaron en respectivas sus bodas.

### Invitados
Los invitados fueron predominantemente miembros de la familia real de Bután, de la Casa de Wangchuck, funcionarios del gobierno, amigos de la familia y la prensa.  No asistieron miembros de la realeza o jefes de Estado extranjeros,  sin embargo, algunos dignatarios fueron invitados de la familia real. 
Durante la ceremonia, los miembros de la familia se ubicaron a un lado del salón, mientras que los tulkus y otros funcionarios de alto nivel en el lado opuesto. Para evitar el caos, el dzong y sus entradas fueron cerradas al público 
Invitados confirmados incluidos:
- Rahul Gandhi, secretario general del Congreso Nacional de la India.[10]
- Jigme Singye Wangchuck, ex rey de Bután y padre del novio.
- Mayankote Kelath Narayanan, gobernador de Bengala Occidental.[11]
- Jyotiraditya Madhavrao Scindia, Ministro de Comercio e Industria de la India
- Varios delegados neerlandeses visitaron Bután y los Países Bajos obsequiaron tulipanes a la pareja real.[12]

## Celebración pública
El Ministerio del Interior y Asuntos Culturales declaró fiesta nacional entre el 13 y 15 de octubre de 2011, como parte de las celebraciones de bodas. Las festividades del día de la boda incluyeron cantos y bailes tradicionales, tiro con arco, un almuerzo público de arroz con huevos revueltos y patatas (kewa datse) y saludos de felicitación (tashi lekdar) de los funcionarios públicos al Rey y la Reina.
El 14 de octubre, el rey y la reina se dirigieron de Punakha a Timbu, donde las calles y los edificios habían sufrido una minuciosa reparación y decoración con pañuelos de cinco colores, retratos de la pareja real y luces para iluminar la ciudad por la noche. Escolares y ciudadanos se alinearon en la calle principal de la capital cuando el Rey y la Reina ingresaron en la ciudad.
Los reyes hicieron una aparición en una celebración pública celebrada en el estadio Changlimithang el 15 de octubre de 2011, tres días después de su boda.

## Cobertura mediática
Kinley Dorji, secretario de Información y Comunicaciones, afirmó a los periodistas que la boda real fue el evento mediático más grande de Bután en la historia: "Realmente no hemos hecho esto antes... De hecho, este es el evento mediático internacional más grande que jamás hayamos tenido en Bután". Aproximadamente 160 periodistas extranjeros y otros medios de comunicación llegaron al país para cubrir la boda; en su mayoría procedían de la India y Tailandia. El gobierno transportó a los medios extranjeros en once minibuses desde su sede en Timbu hasta Punakha, donde tuvo lugar la boda.
La cadena de televisión estatal del país, Bhutan Broadcasting Service (BBS), lanzó la cobertura más extensa jamás realizada para un evento.

## Ceremonia hindú
El 17 de octubre, la pareja real celebró un matrimonio hindú, siendo recibida por el jefe de la comunidad hindú de Bután (Hindu Samudaya), Meg Raj Gurung, sus miembros. En el lugar, el Rey y la Reina intercambiaron guirnaldas, encendieron lámparas de mantequilla y ofrecieron oraciones, a su vez, recibieron estatuas de Vishnu y Lakshmi, asociadas con la realeza. A cambio, donaron dinero para la construcción de un nuevo templo hindú en Kuenselphodrang.

## Luna de miel
El rey y la reina visitaron la India poco después de la boda real. La pareja viajó por Rajasthan a bordo de un tren fletado por el gobierno de India. El lugar había visitado anteriormente Ranthambore, Rajasthan, en octubre de 2010 por el Rey. Los monarcas siguieron este viaje con una Visita de Estado de 6 días a Japón el 15 de noviembre de 2011, donde fueron recibidos con entusiasmo por el pueblo japonés. El Rey ofreció oraciones en los aires de desastre que siguieron al terremoto del 11 de marzo de 2011.